# Bolyeriidae
Los boliéridos (Bolyeriidae) son una familia de serpientes endémicas de la Isla Redonda (Mauricio).

## Géneros
Según The Reptile Database:
- Bolyeria Gray, 1842
- Casarea Gray, 1842